# Giro del Delfinato 2002
Il Giro del Delfinato 2002, cinquantaquattresima edizione della corsa, si svolse dal 9 al 16 giugno su un percorso di 1100 km ripartiti in 7 tappe più un cronoprologo, con partenza da Lione e arrivo a Ginevra. Fu vinto dallo statunitense Lance Armstrong della US Postal Service davanti al suo connazionale Floyd Landis e al francese Christophe Moreau. Armstrong fu successivamente escluso dall'ordine di arrivo in seguito alla squalifica a vita per uso di sostanze dopanti.

## Tappe
| Tappa  | Data      | Percorso                                     | km   | Vincitore di tappa     | Leader cl. generale |
| ------ | --------- | -------------------------------------------- | ---- | ---------------------- | ------------------- |
| Prol.  | 9 giugno  | Lione > Lione (cron. individuale)            | 3    | Bradley McGee          | Bradley McGee       |
| 1ª     | 10 giugno | Châtillon-sur-Chalaronne > Saint-Étienne     | 173  | Jacky Durand           | Jacky Durand        |
| 2ª     | 11 giugno | Tournon-sur-Rhône > Mont Ventoux             | 174  | Denis Menchov          | Denis Menchov       |
| 3ª     | 12 giugno | Montélimar > Pierrelatte (cron. individuale) | 41   | Santiago Botero        | Lance Armstrong     |
| 4ª     | 13 giugno | Sorgues > Digne-les-Bains                    | 209  | Patrice Halgand        | Lance Armstrong     |
| 5ª     | 14 giugno | Digne-les-Bains > Grenoble                   | 204  | Frédéric Guesdon       | Lance Armstrong     |
| 6ª     | 15 giugno | Albertville > Morzine                        | 146  | Lance Armstrong        | Lance Armstrong     |
| 7ª     | 16 giugno | Morzine > Ginevra                            | 150  | José Enrique Gutierrez | Lance Armstrong     |
| Totale | Totale    | Totale                                       | 1100 |                        |                     |

## Dettagli delle tappe

### Prologo
- 9 giugno: Lione > Lione (cron. individuale) – 3 km

| Pos. | Corridore         | Squadra   | Tempo |
| ---- | ----------------- | --------- | ----- |
| 1    | Bradley McGee     | FDJ       | 4'14" |
| 2    | Baden Cooke       | FDJ       | a 1"  |
| 3    | Steffen Kjærgaard | US Postal | s.t.  |

| Pos. | Corridore         | Squadra   | Tempo |
| ---- | ----------------- | --------- | ----- |
| 1    | Bradley McGee     | FDJ       | 4'14" |
| 2    | Baden Cooke       | FDJ       | a 1"  |
| 3    | Steffen Kjærgaard | US Postal | a 2"  |

### 1ª tappa
- 10 giugno: Châtillon-sur-Chalaronne > Saint-Étienne – 173 km

| Pos. | Corridore        | Squadra      | Tempo    |
| ---- | ---------------- | ------------ | -------- |
| 1    | Jacky Durand     | FDJ          | 4h38'19" |
| 2    | Alexis Rodríguez | Kelme        | s.t.     |
| 3    | Stefan van Dijk  | Lotto-Adecco | a 34"    |

| Pos. | Corridore        | Squadra | Tempo    |
| ---- | ---------------- | ------- | -------- |
| 1    | Jacky Durand     | FDJ     | 4h42'22" |
| 2    | Alexis Rodríguez | Kelme   | a 19"    |
| 3    | Bradley McGee    | FDJ     | a 45"    |

### 2ª tappa
- 11 giugno: Tournon-sur-Rhône > Mont Ventoux – 174 km

| Pos. | Corridore     | Squadra      | Tempo    |
| ---- | ------------- | ------------ | -------- |
| 1    | Denis Menchov | iBanesto.com | 4h20'25" |
| 2    | Aitor Kintana | Big Mat      | a 2"     |
| 3    | Unai Osa      | iBanesto.com | a 7"     |

| Pos. | Corridore     | Squadra      | Tempo    |
| ---- | ------------- | ------------ | -------- |
| 1    | Denis Menchov | iBanesto.com | 9h03'50" |
| 2    | Aitor Kintana | Big Mat      | a 5"     |
| 3    | Unai Osa      | iBanesto.com | a 10"    |

### 3ª tappa
- 12 giugno: Montélimar > Pierrelatte (cron. individuale) – 41 km

| Pos. | Corridore       | Squadra   | Tempo   |
| ---- | --------------- | --------- | ------- |
| 1    | Santiago Botero | Kelme     | 52'30"  |
| Sq.  | Lance Armstrong | US Postal | a 42"   |
| 3    | Haimar Zubeldia | Euskaltel | a 1'49" |

| Pos. | Corridore       | Squadra      | Tempo    |
| ---- | --------------- | ------------ | -------- |
| Sq.  | Lance Armstrong | US Postal    | 9h57'25" |
| 2    | Haimar Zubeldia | Euskaltel    | a 1'12"  |
| 3    | Denis Menchov   | iBanesto.com | a 1'59"  |

### 4ª tappa
- 13 giugno: Sorgues > Digne-les-Bains – 209 km

| Pos. | Corridore       | Squadra       | Tempo    |
| ---- | --------------- | ------------- | -------- |
| 1    | Patrice Halgand | Jean Delatour | 5h09'36" |
| 2    | Stéphane Heulot | Big Mat       | a 19"    |
| 3    | Frédéric Bessy  | Crédit Agr.   | s.t.     |

| Pos. | Corridore       | Squadra   | Tempo     |
| ---- | --------------- | --------- | --------- |
| Sq.  | Lance Armstrong | US Postal | 15h11'00" |
| 2    | Floyd Landis    | US Postal | a 16"     |
| 3    | Haimar Zubeldia | Euskaltel | a 1'12"   |

### 5ª tappa
- 14 giugno: Digne-les-Bains > Grenoble – 204 km

| Pos. | Corridore        | Squadra     | Tempo    |
| ---- | ---------------- | ----------- | -------- |
| 1    | Frédéric Guesdon | FDJ         | 5h07'59" |
| 2    | Santiago Botero  | Kelme       | s.t.     |
| 3    | Laurent Jalabert | CSC-Tiscali | s.t.     |

| Pos. | Corridore       | Squadra   | Tempo     |
| ---- | --------------- | --------- | --------- |
| Sq.  | Lance Armstrong | US Postal | 20h28'12" |
| 2    | Floyd Landis    | US Postal | a 16"     |
| 3    | Haimar Zubeldia | Euskaltel | a 1'12"   |

### 6ª tappa
- 15 giugno: Albertville > Morzine – 146 km

| Pos. | Corridore         | Squadra     | Tempo    |
| ---- | ----------------- | ----------- | -------- |
| Sq.  | Lance Armstrong   | US Postal   | 4h26'42" |
| 2    | Christophe Moreau | Crédit Agr. | a 6"     |
| 3    | Andrei Kivilev    | Cofidis     | s.t.     |

| Pos. | Corridore         | Squadra     | Tempo     |
| ---- | ----------------- | ----------- | --------- |
| Sq.  | Lance Armstrong   | US Postal   | 24h54'54" |
| 2    | Floyd Landis      | US Postal   | a 2'03"   |
| 3    | Christophe Moreau | Crédit Agr. | a 2'24"   |

### 7ª tappa
- 16 giugno: Morzine > Ginevra – 150 km

| Pos. | Corridore              | Squadra | Tempo    |
| ---- | ---------------------- | ------- | -------- |
| 1    | José Enrique Gutierrez | Kelme   | 3h38'45" |
| 2    | Christophe Oriol       | AG2R    | s.t.     |
| 3    | Bradley McGee          | FDJ     | a 35"    |

| Pos. | Corridore         | Squadra     | Tempo     |
| ---- | ----------------- | ----------- | --------- |
| Sq.  | Lance Armstrong   | US Postal   | 28h38'50" |
| 2    | Floyd Landis      | US Postal   | a 2'03"   |
| 3    | Christophe Moreau | Crédit Agr. | a 2'24"   |

## Classifiche finali

### Classifica generale
| Pos. | Corridore         | Squadra      | Tempo     |
| ---- | ----------------- | ------------ | --------- |
| Sq.  | Lance Armstrong   | US Postal    | 28h38'50" |
| 2    | Floyd Landis      | US Postal    | a 2'03"   |
| 3    | Christophe Moreau | Crédit Agr.  | a 2'24"   |
| 4    | Haimar Zubeldia   | Euskaltel    | a 2'44"   |
| 5    | Andrei Kivilev    | Cofidis      | a 3'28"   |
| 6    | Denis Menchov     | iBanesto.com | a 3'46"   |
| 7    | Aitor Kintana     | Big Mat      | a 5'09"   |
| 8    | Marzio Bruseghin  | iBanesto.com | a 5'34"   |
| 9    | Richard Virenque  | Domo         | a 6'11"   |
| 10   | Nicolas Vogondy   | FDJ          | a 7'09"   |